# Dr. Seuss' The Grinch Musical Live!
Dr. Seuss' The Grinch Musical Live! è un film per la televisione del 2020 diretto da Max Webster e Julia Knwles. Il film è un adattamento televisivo del musical teatrale Dr. Seuss' How The Grinch Stole Christmas! The Musical, a sua volta tratto dal racconto del Dr. Seuss Il Grinch.

## Trama
L'anziano cane Max racconta un fatto della sua giovinezza, quando viveva in una grotta insieme al Grinch. Il Grinch si era rifugiato sulle montagne per evitare la compagnia dei Chi, i gioviali abitanti di Chistaqua innamoratissimi del Natale. Il Grinch, al contrario, detesta questa festività a causa di spiacevoli ricordi d'infanzia e decide di rovinare il Natale per tutti i Chi travestendosi da Babbo Natale, intrufolandosi nelle loro case e svaligiarle di ogni addobbo, dono o decorazione. Il suo piano ha successo, ma quando ritorna a casa con l'enorme refurtiva il Grinch sente in lontananza il suono dei Chi che cantano nonostante le sue malefatte. Il Grinch comprende quindi che il Natale non è fatto solo di pacchetti e lustrini, ma di qualcosa di più profondo e importante. Pentito del suo crimine, il Grinch torna a Chistaqua, restituisce la refurtiva e viene accolto in mezzo a loro.

## Produzione

### Sviluppo
Il 10 novembre 2020 TODAY.com annunciò che la NBC avrebbe realizzato un nuovo speciale per le feste dopo aver prodotto Jesus Christ Superstar Live in Concert in occasione della Pasqua del 2018. L'adattamento del musical del Grinch sarebbe stato diretto per le scene da Max Webster e ripreso con la regia di Julia Knwoles, mentre Simon Nye avrebbe riadatto il libretto di Timothy Mason. Alla colonna sonora del musical sono state aggiunte due canzoni di Albert Hague scritte per il film di Ron Howard del 2000. Fu annunciato anche che Matthew Morrison avrebbe interpretato l'eponimo protagonista.

### Riprese
Il film è stato girato al Troubadour Theatre di Londra nel corso del novembre 2020.

## Distribuzione
Il film è stato trasmesso per la prima volta il 9 dicembre 2020 dalla NBC.